# Border Technikon
Border Technikon was van 1988 tot en met 2005 een technikon (technische universiteit) in Oos-Londen in de Zuid-Afrikaanse provincie Oost-Kaap. De technikon bediende de regio Border.
Na de fusie op 1 juli 2005 ging de universiteit samen met de Oost-Kaap Technikon en de Universiteit van Transkei verder als de Walter Sisulu-universiteit.

## Geschiedenis
De universiteit kwam tot stand met de Ciskei Technikon Act No. 15 in 1984 en heette aanvankelijk Ciskei Technikon. De academische programma's begonnen met 66 studenten in januari 1988 in de Wongama Building, een voormalig regeringsgebouw van het thuisland Ciskei in Zwelitsha.
In 1997 werd de grotere Potsdam Campus officieel geopend. Dat jaar waren er inmiddels 400 studenten aan de universiteit geregistreerd.
De school bood verschillende faciliteiten, waaronder de beoefening van een twintigtal sporten met als belangrijkste voetbal, netbal, tennis en rugby. De Great Hall had een capaciteit van 800 zitplaatsen.